# Список далекобійних ударів російсько-української війни (квітень 2022)
Стаття подає далекобійні удари (ракетні, БпЛА, авіабомбові, дальнобійної реактивної артилерії) обох сторін російсько-української війни у квітні 2022 року по тиловим населеним пунктам і місцевостям.
Не враховано удари вздовж лінії зіткнення та удари малим калібром артилерії, FPV-дронами тощо.

## 1 квітня

### Російські удари
| місце                      | зброя: збито/всього | зброя: збито/всього | влучання: загиблі/поранені | влучання: загиблі/поранені |
| -------------------------- | ------------------- | ------------------- | -------------------------- | -------------------------- |
| Дніпро                     | ракетний удар       | ракетний удар       | не встановлено             | —                          |
| Одеська обл., Одеський р-н | Іскандер            | 0/3                 | не встановлено             | —                          |

## 2 квітня

### Російські удари
| місце                            | зброя: збито/всього | зброя: збито/всього | влучання: загиблі/поранені      | влучання: загиблі/поранені |
| -------------------------------- | ------------------- | ------------------- | ------------------------------- | -------------------------- |
| Хмельницька обл., Шепетівка      | ракетний удар       | 0/1                 | промислова інфраструктура       | —                          |
| Полтава                          | ракетний удар       | 0/1                 | не встановлено                  | —                          |
| Полтавська обл., Кременчук       | ракетний удар       | ракетний удар       | Кременчуцький НПЗ та склади ПММ | —                          |
| Полтавська обл., Миргород        | ракетний удар       | 0/3                 | військовий аеродром             | —                          |
| Полтавська обл., Полтавський р-н | ракетний удар       | 2/2                 | перехоплено Українською ППО     | —                          |
| Дніпропетровська обл., Павлоград | ракетний удар       | 0/2                 | залізнична інфраструктура       | 0/1                        |

## 3 квітня

### Російські удари
| місце                     | зброя: збито/всього | зброя: збито/всього | влучання: загиблі/поранені  | влучання: загиблі/поранені |
| ------------------------- | ------------------- | ------------------- | --------------------------- | -------------------------- |
| Івано-Франківськ          | ракетний удар       | ракетний удар       | перехоплено Українською ППО | —                          |
| Хмельницька обл., Славута | ракетний удар       | 1/1                 | перехоплено Українською ППО | —                          |
| Тернопіль                 | ракетний удар       | 0/1                 | нафтобаза                   | —                          |
| Миколаївська обл.         | Х-59М               | 0/1                 | елеватор                    | —                          |
| Донецька обл., Бахмут     | ракетний удар       | ракетний удар       | цивільна інфраструктура     | 1/0                        |
| Одеса                     | ракетний удар       | ракетний удар       | об'єкт інфраструктури       | —                          |
| південь України           | ракетний удар       | 2/2                 | перехоплено Українською ППО | —                          |

## Підсумки
За період з 1 квітня по 30 квітня 2022 року фіксовано щонайменше